# モンターギュー (戦艦)
モンターギュー (HMS Montagu) は、イギリス海軍、ダンカン級戦艦の五番艦。
デヴォンポート工廠で建造。1903年に竣工し地中海艦隊所属となった。その後1906年、海峡艦隊所属となった。
1906年5月29日、モンターギューはブリストル海峡で無線装置の試験を行った。午後10時50分に試験は終了し、モンターギューはランディ島へ向かった。翌30日午前2時12分、濃い霧の中でモンターギューはランディ島に座礁した。そして、離礁できず喪失となった。